# Vuelo 710 de Widerøe
El vuelo 710 de Widerøe, comúnmente conocido como el accidente de Torghatten (en noruego: Torghatten-ulykken), fue un vuelo controlado contra el terreno contra la montaña de Torghatten en Brønnøy, Noruega. El de Havilland Canada Dash 7 de Widerøe que operaba el vuelo se estrelló el 6 de mayo de 1988 a las 20:29:30 durante su aproximación al aeropuerto de Brønnøysund. Las treinta y seis personas que viajaban a bordo del LN-WFN murieron; el accidente sigue siendo el de mayor número de víctimas del Dash 7 y del Norte de Noruega. La causa directa del accidente fue que el avión descendió de 500 metros a 170 metros (1500–550 ft) a 8 millas náuticas (14,8 km) en lugar de a 4 millas náuticas (7,4 km) del aeropuerto.
Una investigación encontró varias deficiencias en los procedimientos operativos de la aerolínea, en particular la falta de una adecuada comunicación en la cabina de vuelo y la coordinación mutua de los planes de descenso y aproximación. Esto fue causado en parte por la decisión de la aerolínea de no seguir la Regla de Cabina de Vuelo Estéril y que un pasajero fuese sentado en  el transportín de cabina durante el vuelo. La comisión de investigación también encontró una falta de un adecuado entrenamiento de los pilotos de la aerolínea. El vuelo 710 fue el segundo de los cuatro vuelos accidentados de Widerøe entre 1982 y 1993, todos ellos mostrando deficiencias en el control interno y de operaciones de la aerolínea.

## Vuelo
El avión accidentado se trataba de un cuatrimotor de Havilland Canada DHC-7 Dash 7 Serie 102, con el número de serie 28, construido en 1980. Fue comprado de segunda mano por Widerøe en 1985 y registrado como LN-WFN el 8 de noviembre de 1985. Su certificado de aeronavegabilidad había sido renovado por última vez el 4 de noviembre de 1987 y tenía validez hasta el 30 de noviembre de 1988. El avión había operado durante 16 934 horas y había efectuado 32 347 rotaciones antes de su último vuelo. El último mantenimiento A había tenido lugar el 15 de abril de 1988, tras el cual el avión había registrado 147 horas y 30 rotaciones. El capitán de 58 años poseía un certificado D emitida el 8 de abril de 1981 y fue renovado el 11 de diciembre de 1987. Obtuvo su primera licencia en 1949 y estuvo trabajando como piloto para Widerøe desde el 1 de abril de 1960. En el momento de su última renovación, había volado 19 886 horas de vuelo, de las que 2849 horas habían sido en Dash 7. Había completado su vuelo de práctica rutinario en el Dash 7 el 8 de marzo de 1988. Acababa de regresar de unas vacaciones de seis semanas en España.
El copiloto tenía 31 años y estaba en posesión de un certificado C que le limitaba a ser copiloto en Dash 7. El certificado había sido emitido el 5 de enero de 1987 Y era apto para operar el Dash 7 desde el 23 de febrero de 1988. Había iniciado su formación en 1977 habiéndolo completado en Estados Unidos en 1979. Había sido contratado por Widerøe el 6 de febrero de 1986, donde había operado previamente el de Havilland Canada DHC-6 Twin Otter. Había sido autorizado a operar el Dash 7 en febrero de 1988. Tenía registradas 6.458 horas de vuelo, de las que 85 fueron en el Dash 7. La tripulante de la cabina de pasajeros tenía 28 años y había trabajado para Widerøe desde 1983.
El avión había sido utilizado la mañana del 6 de mayo en un vuelo con múltiples escalas desde el aeropuerto de Bodø al aeropuerto de Trondheim, Værnes y vuelta. A continuación voló a Trondheim dónde se produjo el cambio de tripulación. Esta había llegado a Trondheim con un vuelo a las 18:50 del 5 de mayo y abandonaron el hotel en Trondheim a las 16:15 el 6 de mayo. El vuelo 710 estaba programado que saliese de Trondheim pasando por el aeropuerto de Namsos, Høknesøra; el aeropuerto de Brønnøysund, Brønnøy; y el aeropuerto de Sandnessjøen, Stokka. Partió de Værnes a las 19:23, hora y media más tarde de lo previsto, debido a problemas técnicos con otro avión. El vuelo 710 tenía una tripulación de tres personas: un capitán, un copiloto y un tripulante de cabina de pasajeros. El avión iba completo y por ello se usó el trasportín de cabina para su uso por un pasajero, llevando el total de personas a bordo hasta las 52.
El avión efectuó una parada técnica en Namsos, donde dieciséis de los pasajeros desembarcaron. Esto redujo el número de pasajeros a treinta y tres, pero el pasajero que usaba el trasportín continuó sentado ahí durante el siguiente salto. El capitán fue el piloto a los mandos durante este segmento. El avión partió de Namsos a las 20:07 y contactó con el Centro de Control del Tráfico Aéreo de Trondheim (ATCC) a las 20:13 para recibir permiso para ascender a nivel 90 (FL 90), como de hecho recibió. Durante el vuelo, el pasajero en el trasportín mantuvo una conversación con el capitán preguntándole varias cuestiones sobre las operaciones. El copiloto no participó en estas conversaciones, y fue él el que mantuvo el contacto por radio con el control de tráfico aéreo y con el centro de operaciones de la aerolínea.
El copiloto contactó con la aerolínea a las 20:16 y les informó que tenía prevista la llegada a las 20:32. A las 20:20:29,se pidió permiso desde el avión al centro de control del tráfico aéreo de Trondheim para contactar con el [[Servicio de información de vuelo AFIS|AFIS]] de Brønnøysund, siendo autorizados. El avión anunció a las 20:20:42 que iban a comenzar el descenso y contactar con el AFIS de Brønnøysund. El contacto tuvo lugar a las 20:22:34, en ese momento el avión se encontraba a 25 millas náuticas (46,3 km) del aeropuerto y a nivel de vuelo 80. El AFIS informó que no existía constancia de aeronaves en la zona y que la pista 22 se encontraba en uso; el viento era de  5 nudos (9,3 km/h) del sureste, 5 millas náuticas (9 km; 6 mi) de visibilidad, precipitaciones ligeras y una temperatura de 6 grados centígrados. A las 20:23:22 el copiloto mantuvo una conversación de 62 segundos con la aerolínea relativa al tránsito de uno de los pasajeros para poder alcanzar su vuelo en conexión.

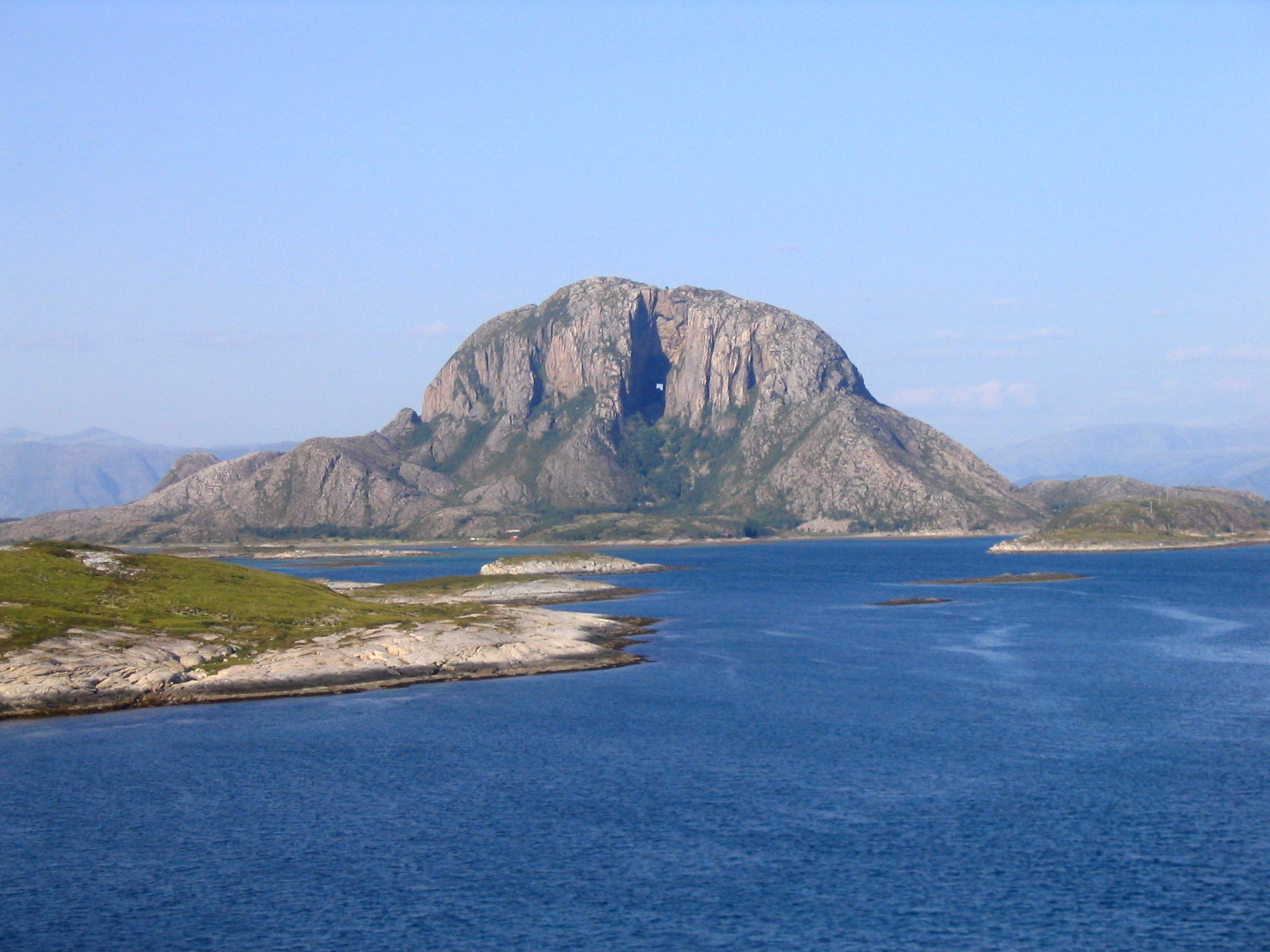
Torghatten, el lugar del accidente.

El capitán preguntó por la lista de comprobaciones de descenso a las 20:24:24. La señal de cinturones fue conectada y el tripulante de la cabina de pasajeros comenzó a preparar la cabina para el aterrizaje. A las 20:24:46 el capitán, como parte de la lista de comprobaciones, informó al copiloto que descenderían a 1500 metros (5000 pies) en Torghatten desde donde continuarían descendiendo hasta los 170 metros (550 pies). Esto fue seguido de una conversación parcialmente incomprensible entre el capitán y el copiloto, que incluía una conversación sobre la necesidad de repostar el avión, y luego una conversación incomprensible entre el capitán y el pasajero del trasportín. La dirección del Radiofaro omnidireccional VHF (VOR) y el Equipo medidor de distancia (DME) de Brønnøysund fueron comprobados a las 20:26:37.
La lista de comprobaciones de la aproximación se inició a las 20:27:01, en ese momento la altitud del avión alcanzaba los 500 metros (1500 pies). El primer punto de la lista de comprobación no fue leído, pero los otros tres sí lo fueron. A las 20:27:32 el capitán preguntó por los flaps y el tren de aterrizaje, que fueron inmediatamente desplegados por el copiloto y provocando que el avión ganase 70 metros (200 pies) de altitud. El tren de aterrizaje quedó blocado a las 20:28:00. Cuatro segundos después el pasajero preguntó al capitán si existían sistemas de reserva que pudiesen ser utilizados si el tren de aterrizaje no se desplegase adecuadamente. En este momento el avión inició el descenso desde los 500 metros (1.500  pies).
El AFIS requirió la posición del avión a las 20:28:10, y el copiloto respondió a las 20:28:13 que se encontraban a unas 8 millas náuticas (15 km) fuera. Preguntaron al AFIS por un nuevo reporte de vientos, y el AFIS respondió que procedía de 220 grados a unos 8 nudos (15 km/h). El copiloto confirmó la información a las 20:28:24. El avión alcanzó los 170 metros (550 pies) de altitud y permaneció a esa altura el resto del vuelo. El pasajero inició una breve conversación a las 20:28:55. Tres segundos más tarde, el capitán requirió "25 grados de flaps y motores preparados". Esto fue confirmado por el copiloto dos segundos más tarde. La lista de comprobaciones previas al aterrizaje fue completadas entre las 20:29:04 y las 20:29:19.
El piloto automático había sido utilizado desde 25 segundos del despegue de Namsos y fue utilizado durante el resto del vuelo. Desde las 20:29:21 los cuatro motores mostraron un incremento de revoluciones e inmediatamente antes del accidente el avión modificó su cabeceo de −2,5 grados a 5 grados. A las 20:29:29 el sistema de alerta de proximidad al terreno indicó que se encontraban en «mínimos». El avión se estrelló en el lado oeste de Torghatten a las 20:29:30 a 170 metros (560 pies) de elevación.
El avión volaba directamente hacia una montaña con un ángulo de ataque de 15 a 20 grados, con el lado de estribor enfocado hacia la montaña. El avión estaba ascendiendo con un ángulo de siete grados, más/menos un grado. La punta del ala de estribor fue la primera en impactar contra la montaña, seguida del motor número cuatro (el ubicado más a la derecha). El motor se separó inmediatamente y el avión comenzó a rotar sobre sí mismo. El avión comenzó a romperse por la parte trasera del ala de estribor. A continuación le llegó el turno al morro y al ala de babor donde el motor número dos (el interno) impactó contra una depresión de la ladera de la montaña, provocando que el motor número uno se separase de su nacela y que el ala de babor se rompiese entre los dos motores. Al mismo tiempo el cuerpo del avión se fragmentó en dos partes. El avión cesó su movimiento frontal, los restos empezaron a rotar haciendo que con el estabilizador vertical se deslizase por la ladera, el ala de babor comenzó a arder y explotó y los restos del avión cayeron por la pendiente. En su descenso, el ala de estribor comenzó a arder.

## Causa
La comisión encontró que la causa principal del accidente fue que la aproximación se había iniciado 4 millas náuticas (7 km) antes de lo previsto y por ello el avión había descendido por debajo del nivel del terreno. No se encontraron razones específicas de por qué se había iniciado el descenso prematuramente, aunque hubo varias infracciones graves por parte de los miembros de la tripulación a las regulaciones y procedimientos. En concreto, la Comisión señaló la falta de control interno que habría identificado las deficiencias de funcionamiento y la falta de procedimientos adecuados de cabina, especialmente en cuanto a llamadas. No se encontraron fallos técnicos en el avión, y los pilotos tenían el control total del avión en el momento del impacto, convirtiéndose en un vuelo controlado contra el terreno.
En las entrevistas con varios pilotos de Widerøe se observó que el entrenamiento se había recortado, en parte debido a la falta de un simulador de Dash 7. Había una costumbre en la aerolínea de desviarse de la cooperación y los procedimientos de cabina. El plan de vuelo a menudo presentaba procedimientos de control mutuo que se trataban de procedimientos impracticables, y que eran evadidos habitualmente. La comisión tenía la impresión de que la transición de Widerøe de una aerolínea con aviones Twin Otter exclusivamente a también operar el más demandado Dash 7 no fue llevada a cabo de un modo apropiado, que había llevado a recortes en el entrenamiento y en los procedimientos operativos. Todas las listas de comprobación fueron llevadas a cabo correctamente. Sin embargo, los pilotos no habían elegido un método de doble chequeo durante el descenso y aproximación, tal como habían hecho durante los resúmenes y llamadas
Los pilotos habían llevado a cabo varias violaciones graves del reglamento durante el descenso. Esto incluía usar "Torghatten" durante el resumen del capitán, pese a que no existía ningún punto en el mapa con ese nombre, ni menos existía mención a la presencia de una montaña en la zona. El avión debía descender a 800 metros (2.500 pies), pero en lugar de ello descendió a 500 metros (1.500 pies). El siguiente descenso fue iniciado a 8 millas náuticas (15 km) en lugar de a 4 millas náuticas (7 km) del aeropuerto y el avión se situó por debajo de la altitud permitida.
El avión estaba usando reglas de vuelo instrumental (IFR) y Torghatten estaba cubierto por la niebla. La visibilidad estaba dentro del rango permitido para vuelos IFR. La comisión encontró cinco errores en los mapas de Widerøe que podrían haber tenido influencia en el accidente. Este incluía una forma de expresión que podría llevar a pensar que DMR no se encontraba en uso; un radiofaro marcador cercano a "Torget"estaba todavía presente en el mapa; el plan de vuelo vertical desde Lekan no estaba incluido; las limitaciones de altura estaban determinadas con notas en lugar de mediante una presentación gráfica; y resultaba confuso en qué momento debía iniciarse la aproximación final. La comisión también criticó a la aerolínea por sus listas de comprobaciones que indicaban a los pilotos la necesidad de sintonizar uno de los canales VHF a la frecuencia de la aerolínea durante el descenso, en un momento en que las comunicaciones no relacionadas con la seguridad están totalmente contraindicadas.
Dado que el avión estaba completamente lleno, un pasajero fue autorizado a viajar en el trasportín de la cabina. El pasajero no tenía ninguna conexión con la aerolínea, pero fue autorizado por el capitán dando parte a la aerolínea. Algunos de los pasajeros fueron empleados de Widerøe y deberían—de acuerdo con las reglas de la aerolínea— haber sido sentados en cabina de mando en su lugar. De Namsos a Brønnøysund había asientos disponibles en la cabina de pasajeros, pero el pasajero que se encontraba en el trasportín continuó sentado en la cabina de vuelo. La comisión creía que la conversación del pasajero con el capitán distrajo su atención y le hizo perder la concentración en un momento crítico del vuelo. Estotambién interrumpió la conversación entre los dos pilotos, provocando que el control mutuo quedase interrumpido.

## Recuperación e investigación
El avión se estrelló en Torghatten, ubicado a 5 millas náuticas (9 km) al suroeste del aeropuerto de Brønnøysund. La montaña tenía 271 metros (888 pies) de altura y con una estructura relativamente plana. El avión impactó en la ladera oeste de la montaña en un punto donde el terreno presenta cuarenta grados de inclinación. La línea central del patrón de vuelo se encuentra a 800 metros (0,4 nmi) de Torghatten. Los restos estaban esparcidos por un área de 60 a 100 m del punto de impacto.
El AFIS efectuó varias llamadas al avión. Se recibió una llamada de un residente cercano a Torghatten que dijo haber oído el ruido de un avión seguido de un ruido de impacto. El departamento de bomberos de Brønnøysund y un helicóptero sanitario medicalizado fueron desplegados a Torghatten. Los trabajos de rescate se vieron dificultados por la presencia de nubes bajas, pequeños incendios y explosiones. El terreno era complicado y la falta de luz solar dificultaron la asistencia. Un helicóptero con personal médico y la dirección del aeropuerto llegaron a las 21:25, mientras se establecía un punto de encuentro para los familiares de las víctimas en el aeropuerto. A las 23:30 la policía dijo que no había esperanza de encontrar supervivientes y la escena pasó de una situación de búsqueda a una escena de investigación. Por culpa de la niebla no era posible verificar si todas las personas habían muerto hasta el día siguiente. Setenta y cinco personas de la Guardia Nacional participaron en el salvamento.
La Oficina de Investigación de Accidentes de Noruega fue informada del accidente a las 21:10. Se designaron cuatro miembros a la Comisión de investigación, consistente en el Teniente General Wilhelm Mohr, el piloto Hallvard Vikholt, el Teniente Coronel Asbjørn Stein y el Jefe de Policía Arnstein Øverkil. A causa de las pobres condiciones meteorológicas, la comisión no pudo reunirse en Brønnøy hasta las 15:00 del 7 de mayo. El mismo día el Servicio Nacional de Investigación Criminal llegó para asistir a la comisión de investigación. Seis personas fueron designadas por la Oficina de Seguridad Canadiense de Aviación, incluyendo representantes de de Havilland Canada y Pratt & Whitney Canada, que fueron enviadas para ayudar en la investigación. Cuatro representantes de Widerøe estaban disponibles para asesorar a la comisión. La comisión de investigación fue más tarde mejorada con la psicóloga Grethe Myhre y Øverkil fue reemplazado por Arne Huuse.
El sistema VOR/DME fue comprobado por la Administración de Aviación Civil el 7 de mayo y certificó que funcionaba correctamente. La AIBN estableció la base de operaciones en el hangar del aeropuerto de Brønnøysund y utilizaron un helicóptero para transportar los restos del avión a este lugar y los cuerpos al hospital universitario de Trondheim para su identificación. Las investigaciones técnicas dieron comienzo el 9 de mayo. El avión estaba equipado con una grabadora de datos de vuelo y una grabadora de voz en cabina. Ambas fueron encontradas intactas y fueron decodificadas en la Oficina de Investigación de Accidentes Aéreos en el Reino Unido. El uso inapropiado del micrófono por parte del capitán hizo difícil escuchar la voz del capitán pero fue posible descifrar las comunicaciones y la línea temporal de los eventos. Se llevó a cabo un memorial de las víctimas el 10 de mayo al que acudió el primer ministro Gro Harlem Brundtland. Los últimos miembros de la Guardia Nacional se retiraron el 11 de mayo y la policía concluyó sus investigaciones en Torghatten el 13 de mayo.
En mayo de 2013 la comisión de investigación tuvo conocimiento de que dos pasajeros llevaban su teléfono móvil Mobira NMT-450 con ellos. Ya que esto no había sido mencionado en el informe original, la AIBN llevó a cabo una revisión del informe y centrándose especialmente en si la presencia de estos dispositivos podría haber influido en la navegación vertical. En diciembre determinaron que este no era el caso, ya que no existía evidencias de interferencias y no existían precedentes de que la interferencia electromagnética hubiera sido la causa contributiva de ningún accidente.

## Consecuencias
El vuelo 710 fue el segundo accidente mortal de Dash 7 y en el que se producía una pérdida total del avión, en la actualidad continúa siendo el accidente con mayor número de víctimas mortales del tipo. En su momento se trataba del tercer peor accidente aéreo en la historia de Noruega, tras el accidente de Holtaheia de 1961 y el vuelo 239 de Braathens SAFE de 1972. Desde entonces ha caído al cuarto puesto tras el accidente del vuelo 2801 de Vnukovo Airlines. Continúa siendo el peor accidente del norte de Noruega.
La comisión recomendó que Widerøe actualizase sus mapas de Brønnøysund, así como una revisión y mejora de los procedimientos de aterrizaje, una mejora del control interno de procedimientos para asegurarse de que los pilotos siguiesen las regulaciones de operaciones de vuelos de la aerolínea, y la introducción de la Regla de Cabina Estéril. La comisión recomendó que la Administración de Aviación Civil cambiase los patrones de vuelo de Brønnøysund para incrementar la altitud en el entorno de Torghatten. El vuelo 710 fue el segundo de los cuatro accidentes mortales que Widerøe sufrió entre 1982 y 1993. En el primer accidente, el vuelo 933, se descubrió que también había una pobre cultura de cabina, pero no se produjeron más que pequeños cambios, en parte por una teoría de conspiración que creía que se había producido una colisión con un reactor de combate. También en los otros dos accidentes mayores de Widerøe, el vuelo 893 de 1990 y el vuelo 744 de 1993, la investigación reveló defectos técnicos.
La prensa hizo una cobertura intensa del accidente. Algunas de las principales organizaciones de prensa acudieron al memorial, y los periódicos publicaron imágenes en primer plano de los familiares llorando junto a las víctimas. La Comisión de Quejas de la Prensa Noruega, un comité creado por los propios periódicos, amonestó a Dagbladet tras una queja por el uso de imágenes agresivas. Sin embargo, la cobertura del accidente inició un debate interno entre los periodistas sobre la cobertura de los grandes accidentes. La conclusión fue que las desgracias privadas no debían ser cubiertos en los medios de comunicación y desde los medios de comunicación se inició una estricta política de autocontrol sobre el tema.
El aeropuerto Brønnøysund instaló el sistema de aterrizaje por satélite SCAT-I el 29 de octubre de 2007. Steinar Hamar de Avinor sostuvo en la ceremonia inaugural que el sistema hubiera impedido el vuelo 710 y el vuelo 744 en el aeropuerto de Namsos de 1993. El montaje, qué tendrá lugar en la mayoría de aeropuertos regionales de Avinor, tenía prevista su conclusión en 2013.